# Tylman van Gameren

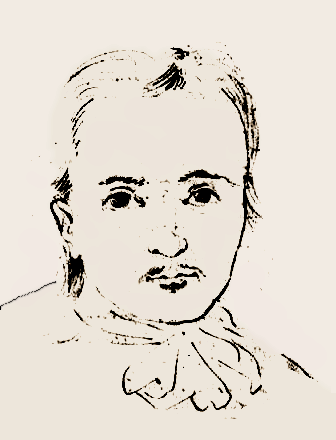
Tylman van Gameren, Selbstporträt

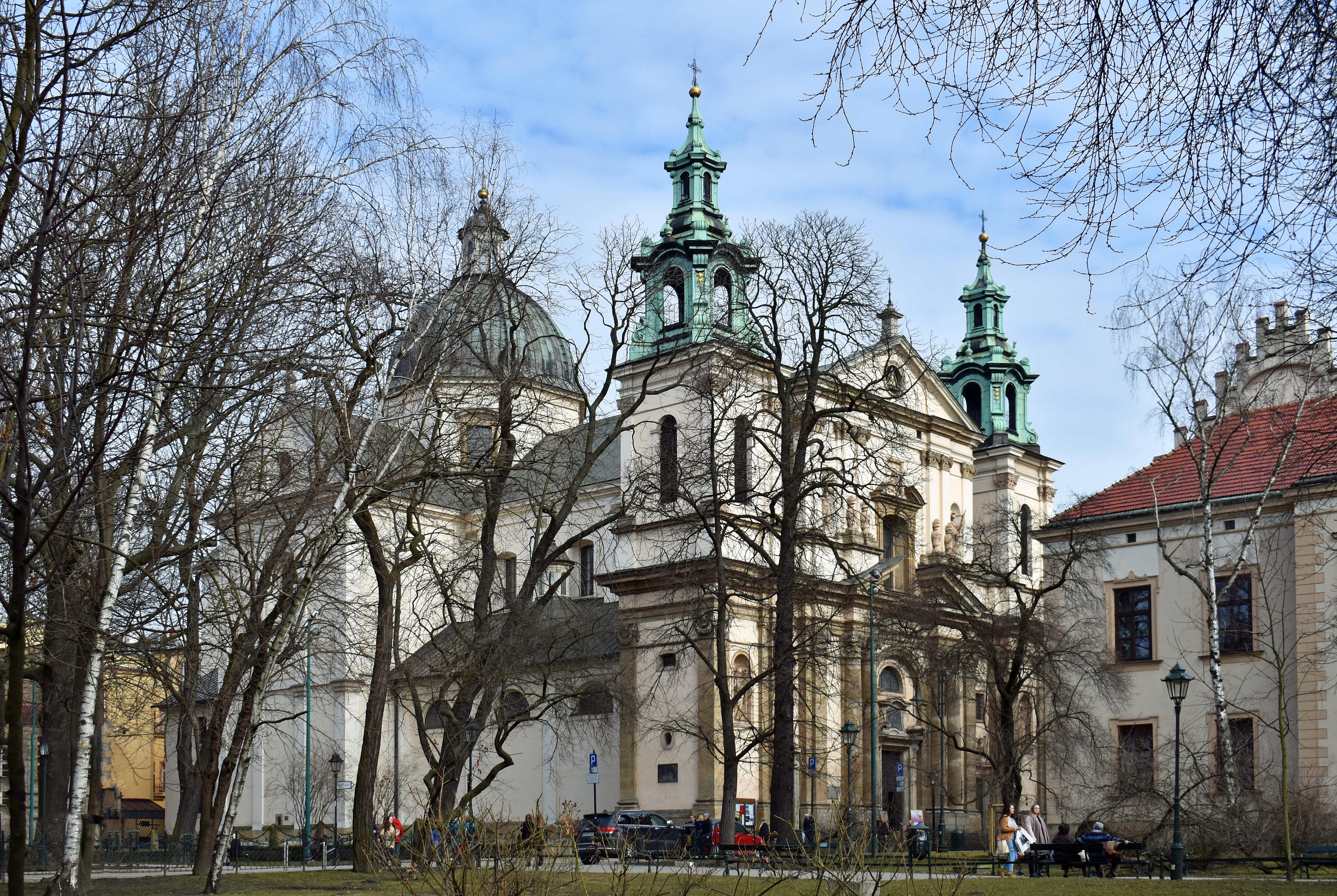
St.-Anna-Kirche in Krakau

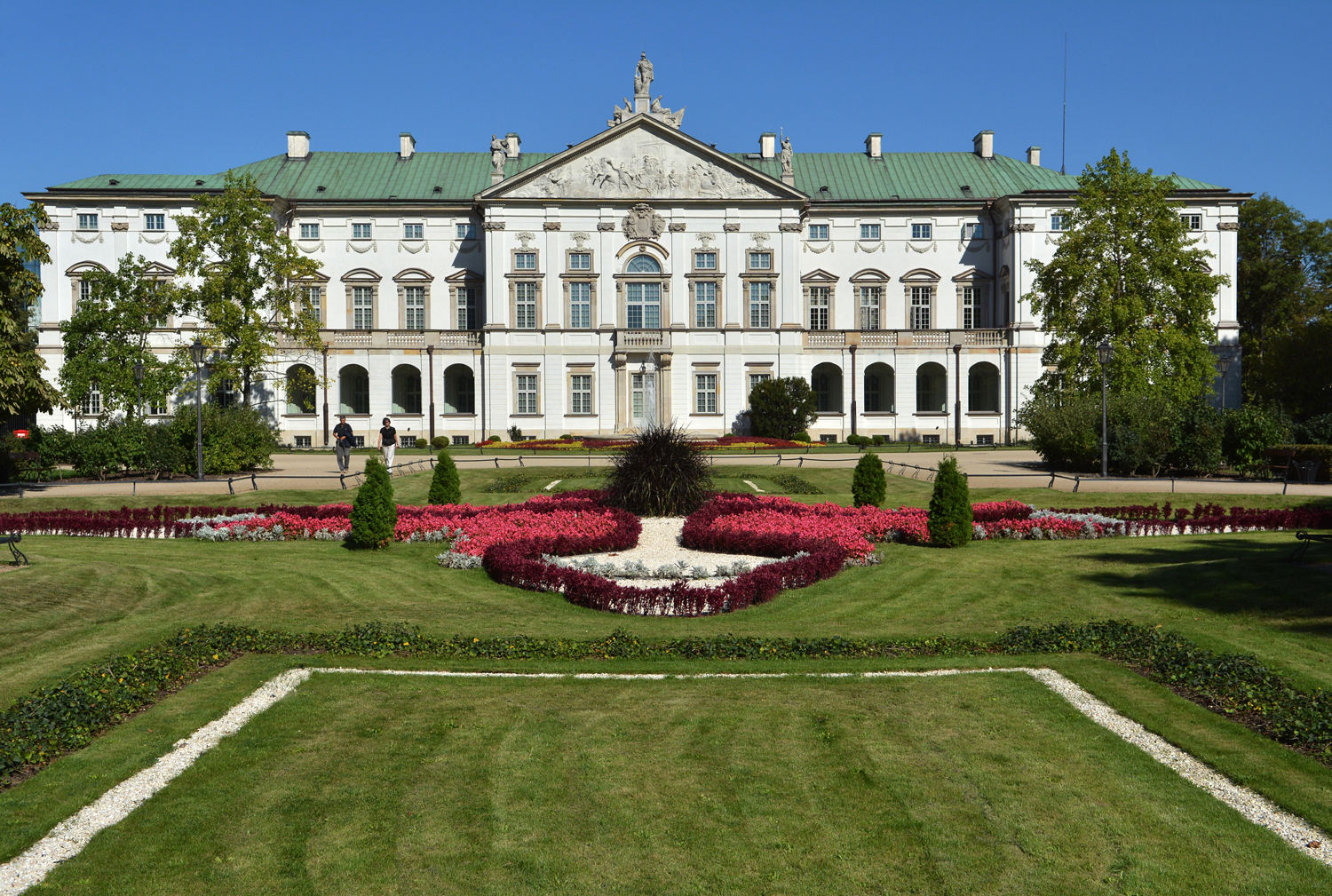
Krasiński-Palast in Warschau

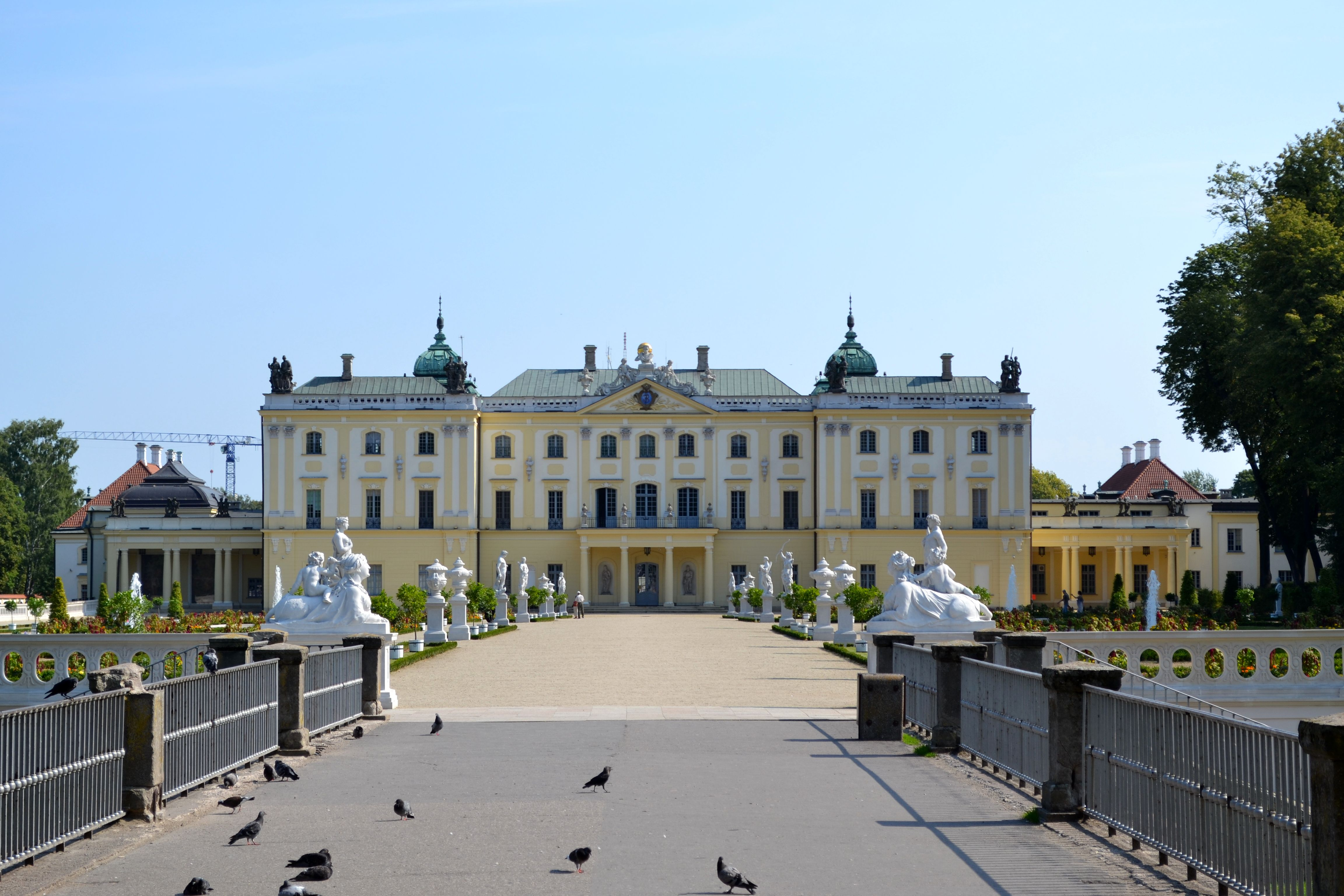
Branicki-Palast in Białystok

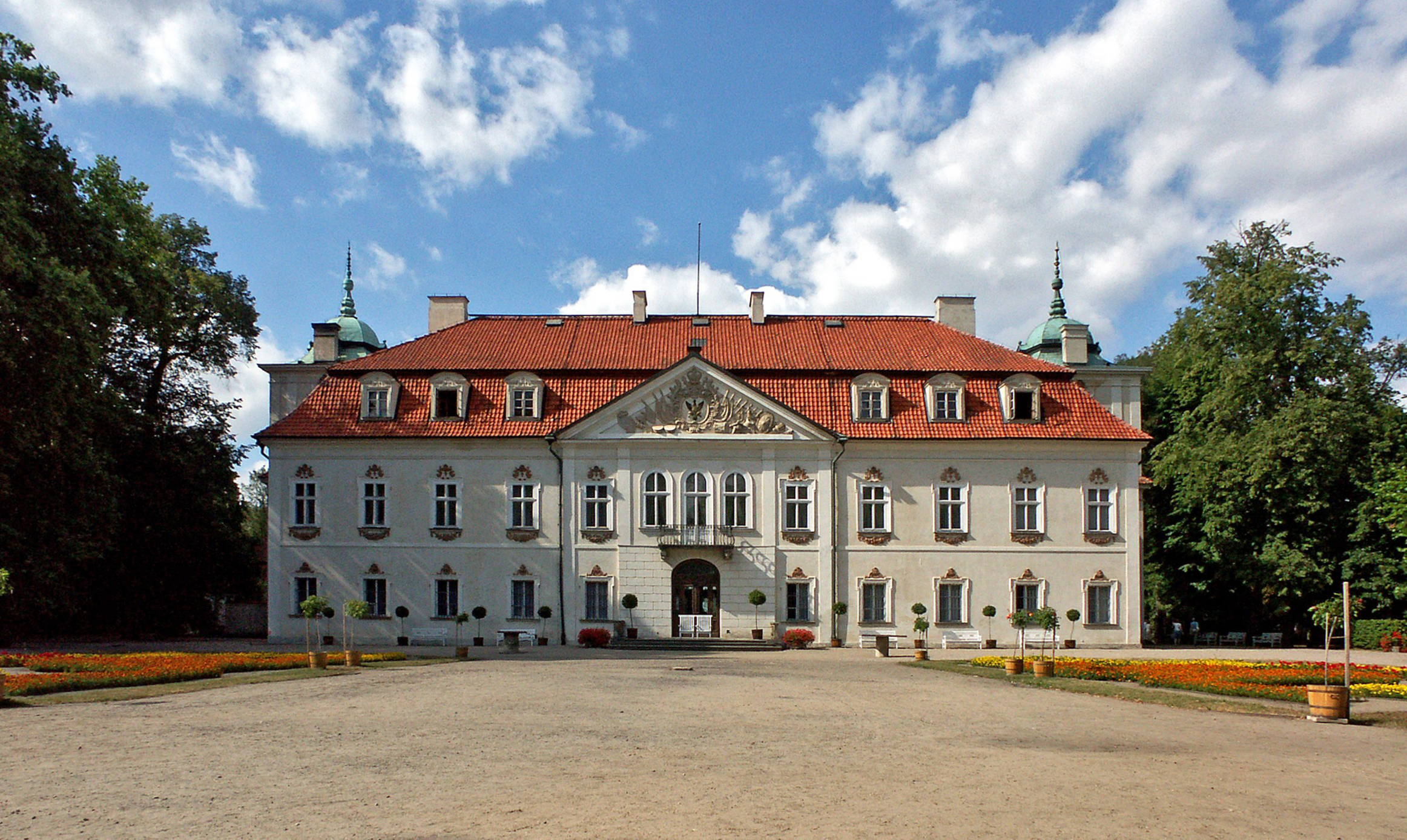
Schloss Nieborów

Tylman van Gameren (auch Tilman von Gameren, Tylman z Gameren, Tylman Gamerski) (* 1632 in Utrecht; † 1706 in Warschau) war ein polnischer Architekt und Ingenieur niederländischer Herkunft.

## Leben
Ausgebildet als Schüler Jacob van Campens begab er sich bald zur Weiterbildung nach Italien. Dort traf er 1660 den polnischen Fürsten Jerzy Sebastian Lubomirski, der ihn als Bauingenieur für seine Festungsanlagen gewann. Er begann zunächst eine Militärkarriere als Artillerieoffizier, arbeitete aber schon bald für den polnischen Hof König Michał Korybut Wiśniowieckis und dessen Nachfolger Johann III. Sobieski. Als Hofarchitekt baute er innerhalb von dreißig Jahren zahlreiche Schlösser, Kirchen, Gutshöfe und Parks vor allem in und um Warschau. Als Vertreter einer klassizistischen Strömung wurde er zu einem der wichtigsten Architekten des Barock in Mittel- und Nordeuropa. Außer etwa 70 Gebäuden hinterließ er bei seinem Tod zahlreiche Bücher und Zeichnungen, von denen einige im Zweiten Weltkrieg zerstört wurden.

## Werke

### Kirchen
- Umbau der St.-Casimir-Kirche in Warschau (1688–1692)
- Umbau der Bernhardinerkirche in Warschau-Czerniaków (1687–1692)
- St.-Anna-Kirche in Krakau, von anderen Architekten modifizierte Entwürfe (1689–1703)
- Heilig-Kreuz-Kirche in Rzeszów (1702–1707)

### Schlösser und Palais
- Palast zu den vier Winden, gegen 1680
- Entwurf für das Krasiński-Palast in Warschau (1689–1695), später umgesetzt von Simone Giuseppe Belotti und anderen mit den Skulpturen Andreas Schlüters
- Gniński-Palais in Warschau (1681–1685)
- vmtl. der Warschauer Primas-Palast (1690/91)
- Ossoliński-Palais in Warschau (das spätere Brühlsche Palais, um 1694)
- Umbau des Schlosses in Rzeszów
- Palais Marymont (1692–1697)
- Sommerpalais der Lubomirskis in Rzeszów
- Badeanlagen bei Ujazdów für Stanisław Herakliusz Lubomirski (1676–1683), umgebaut im Klassizismus, heute Teil des Łazienki-Palais in Warschau
- Palais’ in Puławy (1671–1679), Stary Otwock (1693–1703) und Schloss Nieborów (1695–1697)
- Lubomirski-Palais in Lubartów
- Branicki-Palast in Białystok
- Umbau des Schlosses in Baranów Sandomierski, dort: die Gemäldegalerie und Stuckarbeiten

## Andere Entwürfe
- Epitaph für Zofia Lubomirska, geb. Opaliński in der Kirche von Końskowola, um 1675
- St.-Felicitas-und-Genovefa-Altar in der Heilig-Kreuz-Kirche in Warschau (um 1697–1704)
- Befestigungsanlagen des Schlosses in Łańcut
- Handelszentrum Marywil in Warschau (1692–1695)